# 横須賀市立鴨居小学校
横須賀市立鴨居小学校（よこすかしりつ かもいしょうがっこう）とは、神奈川県横須賀市鴨居にある、市立小学校。

## 沿革
- 1873年（明治6年）7月 - 第一大学区第十中学区第七十一番小学鴨居学校として開校[1]。
- 1882年（明治15年） - 村立鴨居小学校に改称[2]
- 1885年（明治18年） - 公立鴨居小学校に改称[2]
- 1888年（明治21年） - 公立尋常鴨居小学校に改称[2]
- 1892年（明治25年）7月6日
  - 三浦郡浦賀町立尋常鴨居小学校に改称[2]
  - 開校式が行われる。この日を創立記念日とした。
- 1923年（大正12年） - 神奈川県三浦郡鴨居尋常小学校に改称。
- 1941年（昭和16年）4月1日 - 国民学校令により浦賀町鴨居国民学校に改称。
- 1943年（昭和18年）4月1日 - 浦賀町が横須賀市に編入されたため、横須賀市鴨居国民学校に改称。
- 1947年（昭和22年）4月1日 - 学制改革により現校名に改称。
- 1973年（昭和48年） - 光洋小学校が分離。
- 1977年（昭和52年） - 小原台小学校が分離。
- 2010年（平成22年）4月1日 - 光洋小学校を合併[3]。

## 通学区域
2014年度は以下の通りである。
- 二葉2丁目1番
- 鴨居1丁目（10番～29番、38番～61番を除く）、2丁目、3丁目、4丁目
- 東浦賀2丁目（1番～23番を除く）

また、小原台1番と鴨居1丁目10、11番は小原台小学校の通学区域であるが、本校に通うことができる。

## 進学先中学校
本校の通学区域がそれとなっているのは鴨居中学校である。
また、公立学校選択制により大津中学校・馬堀中学校にも通うことができる。

## 交通
- 京浜急行バス小原台入口バス停より徒歩2分

## 著名な出身者
- 柴崎貴広（サッカー選手、東京ヴェルディ）